# Старі майстри
Старі майстри (нім. Alte Meister, англ. Old Master) — прийняте в германській та англо-саксонській традиціях позначення видатних художників Західної Європи, які працювали до 1800 року.
Найбільш ранні зі старих майстрів (як, наприклад, Джотто) працювали майже виключно з релігійною тематикою. З початком Відродження набувають поширення полотна з історичної та міфологічної тематики. Найбільші й найповніші зібрання живопису старих майстрів зберігаються в державних музеях Європи — Луврі, Прадо, Уффіці, Музеї історії мистецтв, Старій пінакотеці, Лондонській, Берлінській і Дрезденській картинних галереях, а також в Ермітажі. За межами Європи найбільші колекції робіт старих майстрів належать вашингтонській Національній галереї мистецтв і нью-йоркському музею Метрополітен.
Крім того, що під поняттям «старі майстри» йдеться про групу художників певної історичної епохи, воно іноді використовується також і індивідуально, для позначення невідомих на ім'я майстрів живопису, скульптури, художньої графіки (наприклад — Вестфальський майстер, Майстер Евершемської псалтирі, Майстер мадонни св. Віта та ін.).